# Brussels Cycling Classic 2020
La 100e édition de la Brussels Cycling Classic, une course cycliste masculine sur route, a lieu en Belgique le 30 août 2020. L'épreuve est disputée sur 203,7 kilomètres entre Bruxelles et Bruxelles. Elle fait partie du calendrier UCI ProSeries 2020 (deuxième niveau mondial) en catégorie 1.Pro.

## Équipes participantes
| WorldTeams (8)- AG2R La Mondiale - Bora-Hansgrohe - Groupama-FDJ - Cofidis - Deceuninck-Quick Step - Lotto Soudal - Team Sunweb - UAE Team Emirates ProTeams (10)- Alpecin-Fenix - Bingoal-Wallonie Bruxelles - Burgos-BH - Circus-Wanty Gobert - Nippo Delko One Provence - Riwal Securitas - Sport Vlaanderen-Baloise - Arkéa-Samsic - Total Direct Énergie - Vini Zabù-KTM Équipes continentales (2)- BEAT Cycling Club - Tarteletto-Isorex |
| |

## Classements

### Classement final
| \| Classement général \| Classement général \| Classement général \| Classement général \| Classement général \| \| Coureur \| Coureur \| Pays \| Équipe \| Temps \| \| ------------------ \| ------------------ \| ------------------ \| ------------------------ \| ------------------ \| \| 1er \| Tim Merlier \| Belgique \| Alpecin-Fenix \| 4 h 48 min 39 s \| \| 2e \| Davide Ballerini \| Italie \| Deceuninck-Quick Step \| + 0 s \| \| 3e \| Nacer Bouhanni \| France \| Arkéa-Samsic \| + 0 s \| \| 4e \| Florian Vermeersch \| Belgique \| Lotto-Soudal \| + 0 s \| \| 5e \| Jasper Philipsen \| Belgique \| UAE Team Emirates \| + 0 s \| \| 6e \| Pascal Ackermann \| Allemagne \| Bora-Hansgrohe \| + 0 s \| \| 7e \| Lawrence Naesen \| Belgique \| AG2R La Mondiale \| + 0 s \| \| 8e \| Romain Seigle \| France \| Groupama-FDJ \| + 0 s \| \| 9e \| Amaury Capiot \| Belgique \| Sport Vlaanderen-Baloise \| + 0 s \| \| 10e \| Edward Planckaert \| Belgique \| Sport Vlaanderen-Baloise \| + 0 s \| |                    |           |                          |                 |
| |                    |           |                          |                 |
| Source : ProCyclingStats |                    |           |                          |                 |
| Classement général |                    |           |                          |                 |
| Coureur | Coureur            | Pays      | Équipe                   | Temps           |
| 1er | Tim Merlier        | Belgique  | Alpecin-Fenix            | 4 h 48 min 39 s |
| 2e | Davide Ballerini   | Italie    | Deceuninck-Quick Step    | + 0 s           |
| 3e | Nacer Bouhanni     | France    | Arkéa-Samsic             | + 0 s           |
| 4e | Florian Vermeersch | Belgique  | Lotto-Soudal             | + 0 s           |
| 5e | Jasper Philipsen   | Belgique  | UAE Team Emirates        | + 0 s           |
| 6e | Pascal Ackermann   | Allemagne | Bora-Hansgrohe           | + 0 s           |
| 7e | Lawrence Naesen    | Belgique  | AG2R La Mondiale         | + 0 s           |
| 8e | Romain Seigle      | France    | Groupama-FDJ             | + 0 s           |
| 9e | Amaury Capiot      | Belgique  | Sport Vlaanderen-Baloise | + 0 s           |
| 10e | Edward Planckaert  | Belgique  | Sport Vlaanderen-Baloise | + 0 s           |

### Classements UCI
La course attribue des points au Classement mondial UCI 2020 selon le barème suivant.
| Position           | 1er | 2e  | 3e  | 4e  | 5e | 6e | 7e | 8e | 9e | 10e | 11e | 12e | 13e | 14e | 15e | 16e à 30e | 31e à 40e |
| Classement général | 200 | 150 | 125 | 100 | 85 | 70 | 60 | 50 | 40 | 35  | 30  | 25  | 20  | 15  | 10  | 5         | 3         |